# Казимирчак-Полонская, Елена Ивановна
Елена Ивановна Казимирча́к-Поло́нская (монахиня Елена, пол. Helena Kazimierczak-Połońska; 21 ноября 1902, Селец, Волынская губерния — 30 августа 1992, Санкт-Петербург) — польский, украинский и российский советский астроном; занималась изучением движения малых тел Солнечной системы (комет); доктор философии по астрономии, доктор физико-математических наук. Участник Русского студенческого христианского движения, миссионер, исследователь творчества протоиерея Сергия Булгакова.

## Летопись жизни и творчества
Елена Ивановна Полонская родилась в местечке Селец Владимир-Волынского уезда Волынской губернии (ныне — село Селец Владимирского района Волынской области Украины), где её родители — Иван Михайлович Полонский и Евгения Николаевна Житинская (из российского дворянского сословия) — владели имением.
В 1920 году закончила Луцкую женскую гимназию на «отлично».
В 1920—30-х годах — активная участница Русского студенческого христианского движения.
В 1922—1927 годах обучалась на физико-математическом факультете Университета Яна Казимира во Львове.
В 1928 году становится ассистентом профессора Мартина Эрнста во Львовской обсерватории.
В 1932—1934 годах — сверхштатный ассистент Астрономической обсерватории Варшавского университета.
В 1934 году защитила в Варшаве докторскую диссертацию на тему «O ruchu planetocentrycznym komet» («О планетоцентрическом движении комет»), получив учёную степень и звание доктора философии.
В 1936 году вышла замуж за Льва (Леона) Казимирчака — учёного-ихтиолога, сотрудника Варшавского университета.
14 мая 1937 года родила сына Сергея (названного так в честь своего духовного отца, прот. Сергия Булгакова).
В 1940—1941 годах — старший научный сотрудник Астрономического института при Львовском университете.
9 мая 1945 года — приехала с матерью и сыном из Польши в СССР на постоянное место жительства.
В 1945—1948 годах — старший преподаватель Херсонского пединститута (математический анализ и астрономия).
7 июля 1948 года — скоропостижная смерть сына Сергея.
С 1948 года — научный сотрудник, затем старший научный сотрудник Института теоретической астрономии АН СССР в Ленинграде.
В 1950 году защитила кандидатскую диссертацию по теме «Тесные сближения комет с планетами и планетоцентрическое движение комет»; присвоена учёная степень кандидата физико-математических наук. По совместительству зачислена штатным преподавателем в Ленинградский педагогический институт им. М. Н. Покровского.
В ноябре 1951 года в связи с кампанией по «чисткам» в борьбе с «врагами народа» уволена с места работы под формальным предлогом «сокращение штата».
В 1952 году арестована по подозрению в «шпионской деятельности», с января по август находилась в местах заключения МГБ СССР. Была оправдана и отпущена на свободу за отсутствием доказательств.
В 1953—1956 годах была доцентом кафедры высшей математики Одесского педагогического института.
В 1956 году вернулась в Ленинград и продолжила работать в Институте теоретической астрономии АН СССР.
С 1964 года — член Международного астрономического союза.
В 1968 году защитила докторскую диссертацию по теме «Теория движения короткопериодических комет и проблема их эволюции»; присвоена учёная степень доктора физико-математических наук.
В 1968 году стала лауреатом премии АН СССР им. Ф. А. Бредихина, присуждённой «за обширную серию работ за период 1961—1968 гг., посвящённых построению численных теорий движений короткопериодических комет, проблеме эволюции их орбит в вековом масштабе и исследованию прохождения комет».
В 1967—1985 годах принимала активное участие в организации и проведении всесоюзных и международных астрономических семинаров и симпозиумов.
С 1970 года — активный член Общества советско-польской дружбы (в частности, сопровождала известного польского пианиста Витольда Малцужинского в его гастрольных поездках в Ленинграде).
С 1972 года — почётный член Всесоюзного общества слепых (в частности, принимала участие в издании трудов по высшей математике и программированию на шрифте Брайля).
В 1976—1978 годах была председателем научной группы по динамике малых тел при Астрономическом совете АН СССР.
В 1978 году именем Е. И. Казимирчак-Полонской названа малая планета № 2006 — (2006) Полонская.
С 1980 года активно работала в области истории Русской Церкви и библеистики (оригинальные сочинения и переводы — Е. И. Казимирчак-Полонская хорошо владела польским, французским и немецким языками).
В 1987 году приняла монашеский постриг с именем Елена.
К концу жизни Елена Ивановна почти полностью утратила зрение, но, имея блестящую память, прочла курс общедоступных лекций о жизни и творчестве прот. Сергия Булгакова в Ленинградских духовных школах. Тексты своих последних научных трудов она диктовала помощникам.
Скончалась 30 августа 1992 года. Похоронена на кладбище астрономов на территории Пулковской обсерватории под Санкт-Петербургом.

## Научная деятельность
Основные научные работы Казимирчак-Полонской посвящены изучению движения малых тел Солнечной системы, в частности, эволюции кометных орбит. Особое внимание она уделяла короткопериодическим кометам. Елена Ивановна установила, что характерными закономерностями движения таких комет являются их сближения с большими планетами, в основном с Юпитером. Установив, что ряд комет из семейств Сатурна и Урана захватываются Юпитером, она определила типы изменений кометных орбит.
Опубликовала историю исследований движения комет и их сближений с Юпитером за 200 лет; поставила новые задачи по исследованию движения небесных тел с применением ЭВМ.
Разработала новый эффективный метод численного интегрирования дифференциальных уравнений движения малого тела с переменным шагом (с учётом всех планетных возмущений и негравитационных эффектов), на основе которого исследовала движение кометы Вольфа на интервале между 1884 и 1973 годами с высокой точностью. Построила точную численную теорию движения кометы Ашбрука — Джексона за 1949—1979 годы.
Исследовала эволюцию орбит около 40 короткопериодических комет с учётом всех ощутимых планетных возмущений в период с 1660-го по 2060 годы. Показала, что сближения комет с Юпитером и Сатурном представляют собой не редкие, случайные явления (как считали ранее), а подчинены сложным закономерностям. Определила общие закономерности эволюции и трансформации кометных орбит. Предложила новую численную теорию многоступенчатого захвата комет внешними планетами на протяжении больших промежутков времени и подтвердила её рядом примеров.
Совместно с И. С. Астаповичем, Н. А. Беляевым и А. К. Терентьевой впервые исследовала возмущённое движение метеорного роя Леонид в период 1700—2000, а также других роев, выявила детали их строения, правильно предсказала момент максимальной интенсивности Леонид в 1966 году.

## Миссионерская и богословская деятельность. Монашество и замужество
С момента своего обращения от атеизма к христианству в юности, Елена Ивановна всю жизнь была глубоко религиозным человеком.
В 1923 году она принимала участие в работе первого съезда Русского студенческого христианского движения (РСХД) в г. Пршерове (Чехословакия). В 1926—1928 годах была активным членом РСХД и его представительницей в Польше и Белоруссии. Редактировала религиозно-политический журнал «На рубеже».
Была участницей летних апологетических курсов в Париже, основанных прот. Сергием Булгаковым (её духовным отцом). Посещала занятия в Свято-Сергиевском православном богословском институте.
29 августа (11 сентября) 1927 года, на память Усекновения главы Иоанна Предтечи, о. Сергий благословляет Елену Полонскую на монашество в миру.
Тем не менее, по прошествии нескольких лет Елена, по выражению другой духовной дочери о. Сергия, инокини Иоанны (Рейтлингер), «сорвалась»: в 1936 году она выходит замуж. Её семейная жизнь была непродолжительной: в силу обстоятельств она накануне Варшавского восстания оказалась разлученной с мужем и более никогда с ним не виделась. В 1948 году, уже в СССР, умирает её единственный сын Серёжа.
В 1952 году за свои идейно-религиозные убеждения и миссионерскую деятельность была репрессирована по доносу священнослужителя, нарушившего тайну исповеди.
В 1970-х годах ею были организованы два тайных миссионерских кружка на дому для занятий с молодёжью и представителями среднего и старшего поколения (чтение и толкование Евангелия, доклады по апологетике, патристике, истории Церкви, беседы на различные духовно-религиозные темы). Некоторые из членов этих кружков впоследствии стали священнослужителями.
В 1980-х годах по благословению митрополита Ленинградского и Новгородского Антония (Мельникова) написала исследование о жизни и творчестве своего духовного отца, прот. Сергия Булгакова. В это же время по благословению ректора Ленинградских духовных школ архиепископа Выборгского Кирилла (ныне Патриарх Московский и всея Руси) ею были переведены на русский язык несколько богословских сочинений зарубежных теологов.
В 1987 году по благословению митрополита Ленинградского и Новгородского Алексия (Ридигера) приняла монашеский постриг; монашеское облачение вместе со своим благословением на постриг ей прислал давно и хорошо её знавший старец Псково-Печерского монастыря архимандрит Иоанн (Крестьянкин).
В 1988—1989 годах прочла курс лекций о прот. Сергии Булгакове в созданной ею общине во имя преподобного Сергия Радонежского в стенах Ленинградской духовной академии.

## Избранные опубликованные труды

### Астрономия. История науки
- Казимирчак-Полонская Е. И. Обзор исследований тесных сближений короткопериодических комет с Юпитером (1770—1960) // Труды Института теоретической астрономии. Л.: Изд-во АН СССР, 1961. Вып. 7. С. 19—190.
- Казимирчак-Полонская Е. И. Основные задачи исследования сближений комет с большими планетами. М.: Изд-во АН СССР, 1961. — 311 с.
- Казимирчак-Полонская Е. И., Беляев Н. А., Астапович И. С., Терентьева А. К. Исследование возмущённого движения метеорного роя Леонид // Астрономический журнал. М., 1967. Т. 44. № 3. С. 616—629.
- Kazimirchak-Polonskaja E.I., Beljaev N.A., Astapovich I.S., Terenteva А. К. Investigation of perturbed motion of the Leonid meteor stream // Physics and dynamics of meteors / Eds. L. Kresak and P.M. Millman. — Proceedings of the Symposium of the International Astronomical Union Symposium / International Astronomical Union (№ 33). Dordrecht-Holland: Reidel, 1968. P. 449—475.
- Казимирчак-Полонская Е. И. Захват комет Юпитером и некоторые закономерности в вековой эволюции кометных орбит // Астрометрия и небесная механика. М.-Л., 1978. Вып.7. С. 340—383.
- Казимирчак-Полонская Е. И., Беляев Н. А., Чурюмов К. И. Ф. А. Бредихин — выдающийся пионер кометной астрономии // Новейшие достижения в теории комет и динамике малых тел Солнечной системы (Тематический сборник Астрономической секции ЦС ВАГО: Первые Бредихинские чтения). М., 1986. С. 6—11.

### История церкви. Мемуары. Письма
- Елена (Казимирчак-Полонская), мон. О сборнике С. Н. Булгакова «Два града». К 125-летию со дня рождения прот. Сергия Булгакова // Путь Православия. М., 1996/1997. № 5. 48-55.
- Елена (Казимирчак-Полонская), монахиня. Профессор протоиерей Сергий Булгаков (1871—1944) [библ. 410] // Богословские труды. М., 1986. № 27. 108—170, 173—194
- Елена (Казимирчак-Полонская), монахиня. Святой благоверный великий князь Александр Невский — ревнитель и защитник православной веры // Санкт-Петербургские епархиальные ведомости. Вып. 23. — СПб., 2000. — С. 9—20.
- Елена (Казимирчак-Полонская), монахиня. Профессор протоиерей Сергий Булгаков (1871—1944) // Богословские труды. М., 1986. № 27. С. 108—170, 173—194. Переиздание — М.: Общедоступный православный университет, основанный прот. А. Менем, 2003.
- Елена (Казимирчак-Полонская), монахиня. О действии благодати Божией в современном мире (записки православного миссионера): Сборник / Сост. В. Л. Нимбуев, О. Т. Ковалевская. СПб.: Проспект, 1998. (Переиздания: М.: Общедоступный православный университет, основанный прот. А. Менем, 2002, М.: Оранта, 2012)
- «Богу шоры не нужны…»: Письма 1958—1987 годов / Монахиня Елена (Казимирчак-Полонская), инокиня Иоанна (Рейтлингер). М.: Культурно-просветительский фонд «Преображение», 2013. — 126 с.

### На русском языке
- Антипина Ю. Н. Переводческая и просветительская деятельность мон. Елены (Казимирчак-Полонской) в ЛДА в 1980‑х гг // Актуальные вопросы церковной науки. — 2023. — № 1. — С. 156—161.
- Грищук С. Небесный механик // Для тебя / Христианская газет (Херсон). 2003. — № 8 (66). — С. 4—5.
- Жуков В. Ю. Астроном и монахиня Е. И. Казимирчак-Полонская (1902—1992) в годы эмиграции, войны и мира // Женщины и женское движение за мир без войн и военных конфликтов (К 70-летию Победы в Великой Отечественной войне): Материалы Восьмой Международной научной конференции РАИЖИ и ИЭА РАН, 8-11 октября 2015 года, г. Старый Оскол. — М.; Старый Оскол: ИЭА РАН; СТИ НИТУ «МИСиС», 2015. — Т. 3. — С. 126—132.
- Ильюнина Л. Женщины в Православии. — СПб.: Нева; М.: Олма-пресс, 2003. — С. 37.
- Ильюнина Л. О святости. — СПб.: Нева; М.: Олма-пресс, 2003. — С. 290—300.
- Колчинский И. Г., Корсунь А. А., Родригес М. Г. Астрономы: Биографический справочник. — 2-е изд., перераб. и доп. — Киев: Наукова думка, 1986. — 512 с.
- Кудрова И. Сёстры // «Богу шоры не нужны…»: Письма 1958—1987 годов / Монахиня Елена (Казимирчак-Полонская), инокиня Иоанна (Рейтлингер). — М.: Культурно-просветительский фонд «Преображение», 2013. — С. 123—125.
- Лазарев В. Времена жизни. Отрывки из мемуаров // Новый Журнал. 2011. — № 263.
- Лазарев В. Памяти монахини Елены (1902—1992) // Вестник русского христианского движения. 1992. — № II (165). — С. 299—302.
- Монахиня Елена (Казимирчак-Полонская) // Санкт-Петербургские епархиальные ведомости. Вып. 23. — СПб., 2000. — С. 8—9.

### На украинском языке
- Корсунь А. Ім’я земне і небесне : 21 листопада — 100 років від дня народження О. І. Казимирчак-Полонської // Вісник Національної академії наук України. — 2002. — № 11. — С. 66—68.

### На польском языке
- Biała J. Helena Kazimierczak-Połońska — nauka i wiara z grozą w tle // Astronomia — nauka i wiara. T. II. Pamięci księdza Bonawentury Metlera. — Częstochowa, 2015. — S. 113—125 (на польск.).
- Eudokia (Lachocka), mon. Monachini astronom Архивная копия от 20 апреля 2016 на Wayback Machine // Przegląd Prawosławny. 2009. № 3 (285).
- Eudokia (Lachocka), mon. Jej imieniem nazwana jest gwiazda Архивная копия от 20 апреля 2016 на Wayback Machine // Przegląd Prawosławny. 2010. № 8 (302).
- Ziołkowski K. Helena Kazimierczak-Połońska. 1990—1992 // Sylwetki Astronomów Polskich XX w. Архивная копия от 22 ноября 2009 на Wayback Machine / Zebrał i opracował Andrzej Woszczyk. — Toruń, 2007. — S. 89—95.
- Ziołkowski K. Zdziwienia. Wszechświat ludzi o długich oczach. — Kraków: Wydawnictwo WAM, 2006. — S. 130—-137. ISBN 83-7318-694-8.

### На русском языке
- Биографическая справка на Астронете
- Небеса да поведают славу — о. Е. И. Казимирчак-Полонской на сайте христианской газеты Севера России «Вера»
- О жизни ученой и монахини Елены Казимирчак-Полонской на сайте «Прометей»
- Патракова А. Звезда № 2006 (к 108-летию со дня рождения Е. И. Казимирчак-Полонской)
- Христианка-астроном (творческий вечер «Земная и небесная жизнь христианки-астронома Елены Казимирчак-Полонской» в Донецкой областной библиотеке)
- Васильева Т. Настали ли лучшие времена (к выходу книги «Богу шоры не нужны»)
- Иоанна (Рейтлингер), инокиня. Письмо свящ. Александру Меню от 24 июля 1975 года
- Макеева Д. «Человек, как звезда, рождается, чтоб светлее стала Вселенная» (вечер памяти инокини Иоанны (Рейтлингер) и монахини Елены (Казимирчак-Полонской) 28 ноября 2013 года)
- Толстая В. Мои встречи с монахиней Еленой
- Страница Е. И. Казимирчак-Полонской в базе данных ПСТГУ «Новомученики, исповедники, за Христа пострадавшие в годы гонений на Русскую Православную Церковь в XX веке»
- Петербургские заступники. Монахиня Елена Казимирчак Полонская (ведущий — Борис Алмазов, участники — В. К. Абалакин, В. А. Шор и др.).
- Кирилл, митр. Смоленский. [Интервью Якову Кротову, сентябрь 1991 года]

### На украинском языке
- Кондратенко А. На Володимирщині вшанували славетну землячку — Олену Казимирчак-Полонську
- Луцьк. До 110-річчя від дня народження монахині-астронома Олени Казімірчак-Полонської в єпархії проходить міжнародна конференція
- Олена Казимирчак-Полонська (текст и видео).